# ガース・エイプリル
ガース・エイプリル（Garth April、1991年7月16日 - ）は、ジャパンラグビーリーグワン清水建設江東ブルーシャークスに所属するラグビーユニオン選手。

## プロフィール
- ケープタウン出身[1]。
- ポジションはスタンドオフ(SO)、フルバック(FB)。
- 身長 176 cm、体重 85 kg
- 南アフリカA代表に選ばれたことがある[2]。

## 略歴
フロリダ高校、シャークス を経て、2018年、NTTコミュニケーションズシャイニングアークス(現・NTTコミュニケーションズ シャイニングアークス東京ベイ浦安)に加入。同年8月31日に行われたジャパンラグビートップリーグ第1節の神戸製鋼コベルコスティーラーズ戦にて途中出場で公式戦初出場を果たす。
2019年、NTTコミュニケーションズシャイニングアークスを退団した。また同年11月、サンウルブズの2020シーズンスコッドに選ばれた。
2020年、清水建設ブルーシャークス(現・清水建設江東ブルーシャークス)に加入。